# Lederhose

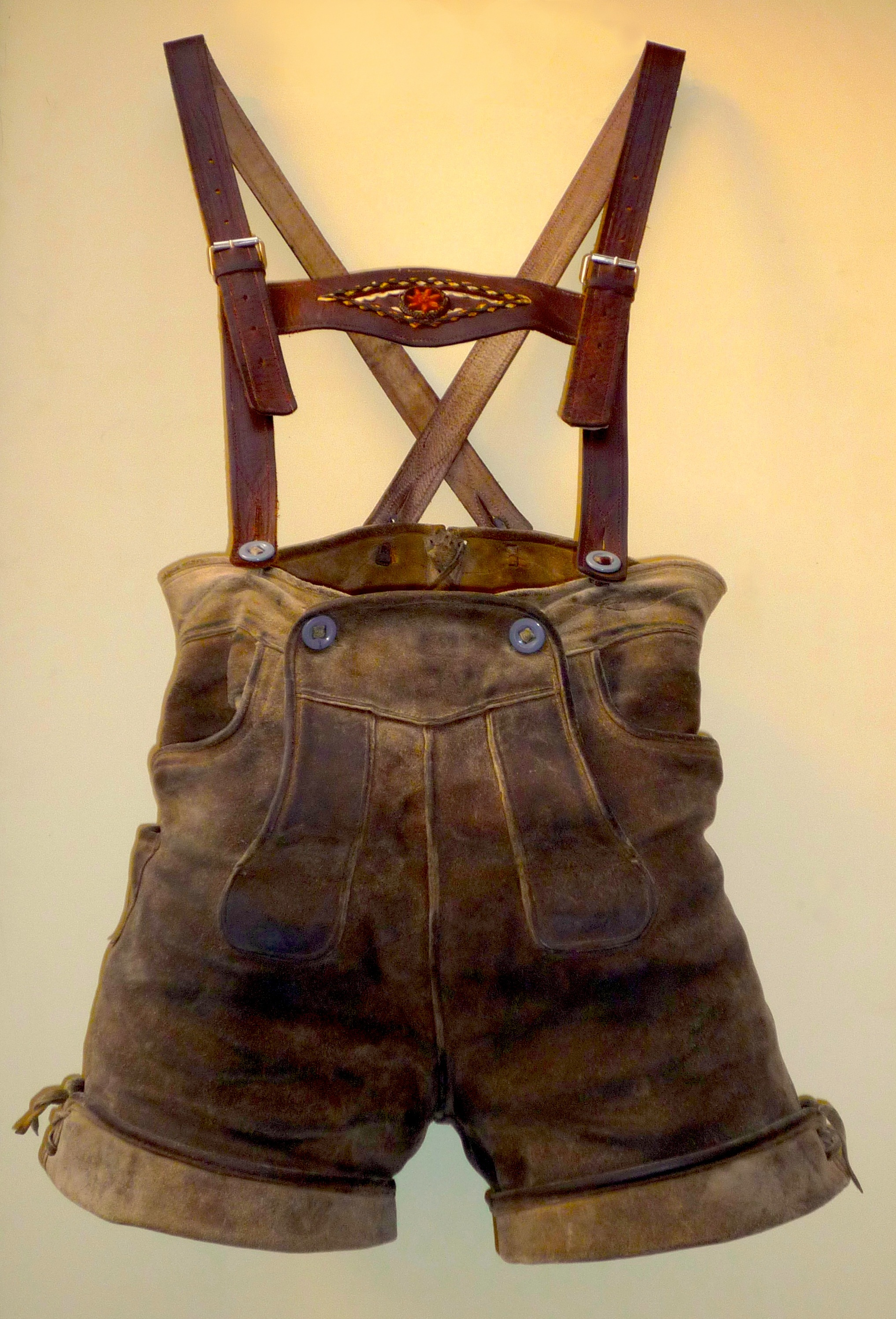
traditionele korte lederhose

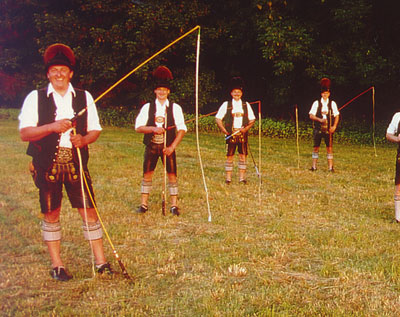
Mannen in geborduurde lederhose

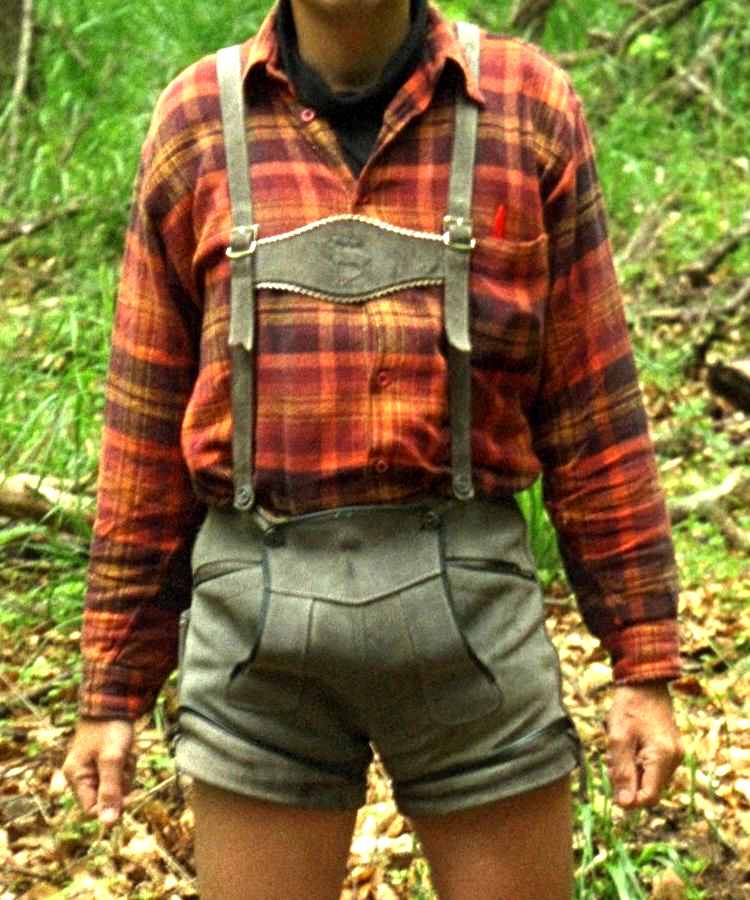
traditionele korte lederhose

De lederhose is een traditionele leren broek die zowel in Zuid-Duitsland als in Oostenrijk en het Noord-Italiaanse Zuid-Tirol wordt gedragen, in feite in de Alpenregio's als Beieren, Salzburg, Stiermarken, Karinthië en Tirol. In sommige streken wordt de lederhose nog als alledaagse kleding gedragen. Klederdracht is in deze gebieden iets wat bij de identiteit van de streek hoort. 
De broek is als bergklederdracht ontstaan. Er zijn twee vormen: de korte, die ook in Nederland bekend is, en de langere kniebroek die iets minder bekend is. 
De korte broek werd vooral tijdens het werk, het wandelen en bij het jagen gedragen. De lange broek is meer een feestelijke broek die op kerkelijke feestdagen en andere feesten gedragen wordt. Typerend is dat de lederhose niet alleen een leren broek is maar dat er afbeeldingen en figuren op geborduurd zijn. 
Bij een echte lederhose worden leren bretels gedragen. Ook is het gebruikelijk speciale schoenen erbij te dragen, namelijk haferlschuhe. Men draagt geen sokken maar kniekousen en in sommige gebieden (Oberbayern) daaroverheen een stuk stof rondom het onderbeen dat men loferl noemt.
Men draagt er vaak nog een brede leren riem bij, die ook geborduurd is. Deze brede riem diende eerder als een portemonnee.
Van oorsprong is de lederhose een kledingstuk dat door de laagste rang van de bevolking werd gedragen. Vooral voor boeren was het een makkelijke broek die ook makkelijk schoon te krijgen was. Het is aan de adel te danken dat de lederhose nog steeds wordt gedragen. Zij hebben de broek ook in de hogere lagen van de bevolking geïntroduceerd. Dit is vooral aan het Oostenrijkse keizershuis (huis Habsburg) te danken. Aartshertog Johan (1782—1859) was de eerste die als adellijke een lederhose droeg. Later liet ook keizer Frans Jozef I (1830–1916) zich in lederhose afbeelden. Daarnaast is het niet onbelangrijk dat de klederdrachtverenigingen in Oostenrijk de lederhose nog steeds koesteren. Op bepaalde feesten is het een must om als man een lederhose te dragen, bijvoorbeeld bij het wereldberoemde Oktoberfest in München. Bij zulke gelegenheden dragen vrouwen dan gewoonlijk een dirndl. Op verschillende scholen hoorde de lederhose (voor jongens) en dirndl (voor meisjes) tot de traditionele schoolkleding.

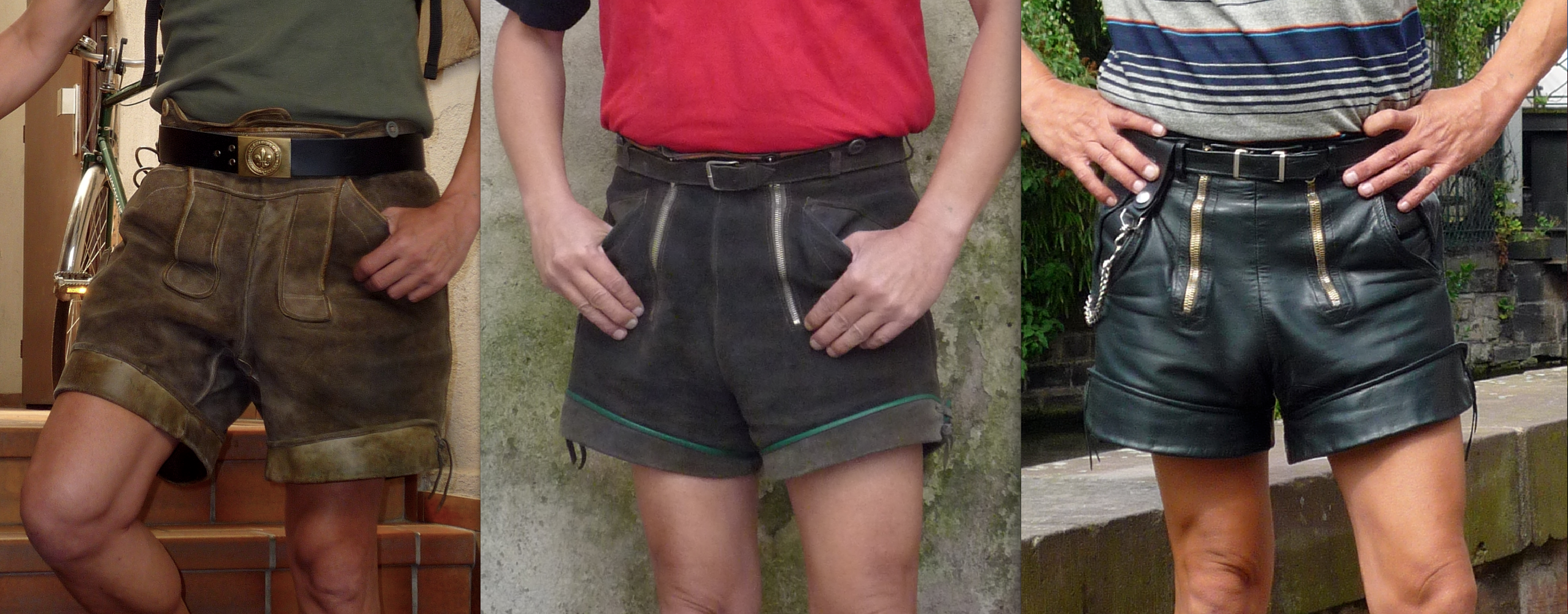
Lederhosen rond het jaar 1950